# Edmílson (football, avril 1968)
Pour les articles homonymes, voir Edmilson (homonymie).
Edmílson, de son nom complet Edmílson Paulo da Silva est un ancien footballeur brésilien né le 16 avril 1968 au Brésil. Il a notamment évolué au poste d'ailier gauche en Belgique au RFC Seraing et au Standard de Liège dans les années 1990.
Il a également joué Royal Skill Football Club Ivoz en troisième provinciale liégeoise dans les années 2000.

## Biographie
Edmílson a joué dans son pays natal pour le Sport Club de Recife ou il a été champion du Brésil  avant d’arriver en Europe en 1990 à l'âge de 22 ans. L'attaquant signe avec le RFC Seraing, club de troisième division belge avec lequel il devient immédiatement champion et promu en deuxième division. Edmílson est rejoint par son compatriote Wamberto. Sous la houlette de Georges Heylens, le club serésien accède à la division 1 en 1993. Dès lors, à la faveur de sa première saison en première division, Seraing termine en troisième position de la compétition. Les dribbles d’Edmílson utilisé sur le flanc gauche font merveille. Il inscrit 15 buts pendant la saison 1993/94.
Durant cette période, Edmílson aurait pu devenir ressortissant belge et avoir une chance de gagner sa place avec les Diables rouges mais il n'a pas accepté la proposition parce qu'il voulait garder la possibilité d’être sélectionné pour l'équipe nationale de football brésilienne
Une saison plus tard, Seraing est qualifié pour la Coupe UEFA, mais le club est éliminé au premier tour de la compétition par les Russes du Dinamo Moscou. Durant la saison 1995/96, Seraing échappe à la relégation in extremis mais les importants problèmes financiers du club provoquent son absorption par le Standard de Liège et de nombreux joueurs, y compris Wamberto et Edmílson, passent chez les Rouches.
Au Standard, Edmílson n'a jamais vraiment pu percer, surtout quand le club a transféré les frères Émile et Mbo Mpenza lors de l'été 1997. Après deux saisons au club de Liège, Edmílson est prêté au club chypriote  de Limassol. Victime d’un non-paiement de salaire, il est rapidement de retour en Belgique et porte les couleurs du  KV Oostende qui descend en deuxième division en 1999. De retour au Standard, club auquel il appartenait toujours, il ne bénéficie pas de temps de jeu et  décide de retourner au Brésil où il joue pendant un an à Botafogo.
Par la suite, il revient en Belgique en 2001 et joue pour le RFC Athois en promotion (division 4). Il y retrouve quelques vieilles connaissances telles que Georges Heylens, Benjamin Debusschere et Roger Lukaku. En 2003, Edmílson, âgé de 35 ans, met un terme à sa carrière de joueur.
Il est le père du footballeur belgo-brésilien Edmilson Junior évoluant au Al-Duhail Sports Club.
Il est aussi l’oncle d’un jeune joueur Thiago Paulo Da Silva évoluant à l’Académie Robert Louis-Dreyfus en u18-u21 qui a notamment déjà été sélectionné en équipe de Belgique.

## En club
| Saison    | Club              | Pays     |
| 1986-1990 | Sport Recife      | Brésil   |
| 1989      | → Sampaio Corrêa  | Brésil   |
| 1990-1996 | RFC Seraing       | Belgique |
| 1996-1999 | Standard de Liège | Belgique |
| 1998      | → AEL Limassol    | Chypre   |
| 1999      | → KV Ostende      | Belgique |
| 2000      | Botafogo FR       | Brésil   |
| 2001-2003 | RFC Athois        | Belgique |